# Grotte des Nageurs
La grotte des Nageurs est un site d'art rupestre situé sur le plateau Gilf al-Kabir, dans le désert Libyque, en Égypte. Les peintures rupestres ont probablement été réalisées au début du Néolithique, durant la période du « Sahara vert ». 

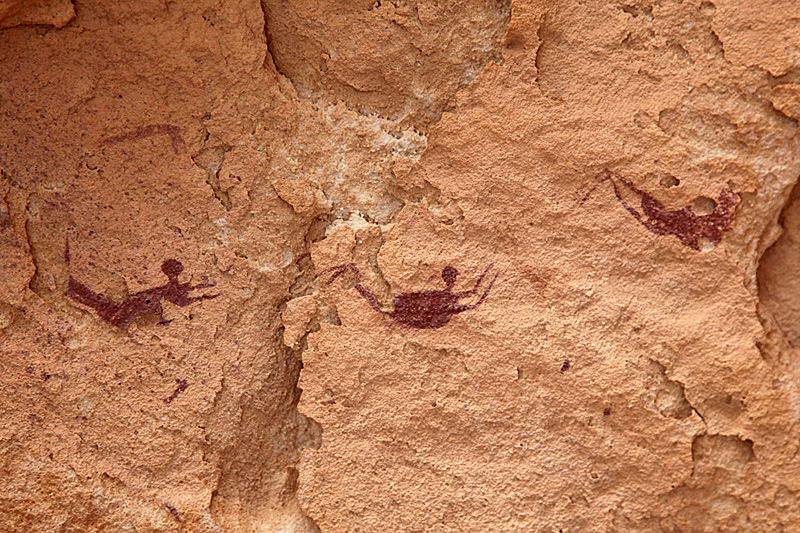
Les figures de nageurs

## Situation
La grotte des Nageurs est située dans le gouvernorat de la Nouvelle-Vallée, dans le Sud-Ouest de l'Égypte, près de la frontière avec la Libye. Environ 10 km vers l'ouest se trouve la grotte des Bêtes, avec des peintures remarquablement conservées.

## Historique
La grotte et ses peintures ont été découvertes en octobre 1933 par l'explorateur et aventurier hongrois László Almásy. Celui-ci consacre un chapitre de son ouvrage Le Sahara inconnu (1934) à cette grotte. Dans ce chapitre, il développe une thèse selon laquelle ces pictographes représentent des scènes de la vie quotidienne dans la région avant que le climat, alors tropical semi-humide, ne change et devienne celui d'un désert xérique. Cette idée est alors si novatrice que ses éditeurs préfèrent ajouter des notes de bas de page invitant les lecteurs à la prudence et à s'en dissocier.

## Paléoenvironnement
La période de « Sahara vert » a bel et bien existé, d'environ 7500 à 2300 av. J.-C., avec toutefois de fortes fluctuations dans la pluviométrie. En 2007, Eman Ghoneim découvre la présence d'un ancien méga-lac (30 750 km2) enterré sous les sables du Grand Sahara, au nord de la région du Darfour, au Soudan. Le Néolithique commence au Sahara un peu plus tard, vers 5000 av. J.-C.

## Description
Certains des pictographes semblent représenter des êtres humains dans une position de nageurs. On voit aussi des autruches, des antilopes, des girafes, des hippopotames.
L'ethnologue allemand Hans Rhotert (de), qui a mené des recherches sur l'art rupestre d'Afrique du Nord et du Moyen-Orient, a été le premier à interpréter les figures de nageurs comme des représentations de défunts. Le préhistorien français Jean-Loïc Le Quellec approuve cette interprétation. Il a rapproché ces dessins des textes des sarcophages, qui indiquent que de telles figures sont les âmes de défunts flottant dans l'océan primordial Noun.

## Dans la culture
La grotte est mentionnée dans le roman de Michael Ondaatje, L'Homme flambé (1992) et dans son adaptation au cinéma sous le titre Le Patient anglais. La grotte qui apparait dans ce film n'est pas la vraie grotte, mais un décor de cinéma reconstitué pour l'occasion.